# Anatoli Beloglazov
Anatoli Beloglazov (Kaliningrado, Unión Soviética, 16 de septiembre de 1956) es un deportista soviético retirado especialista en lucha libre olímpica donde llegó a ser campeón olímpico en Moscú 1980.

## Carrera deportiva
En los Juegos Olímpicos de 1980 celebrados en Moscú ganó la medalla de oro en lucha libre olímpica de pesos de hasta 52 kg, por delante del luchador polaco Władysław Stecyk (plata) y el búlgaro Nermedin Selimov (bronce).